# Саннингдейл
Саннингдейл (англ. Sunningdale) — крупная деревня с торговым районом и общиной в Виндзоре и Мейденхеде. Она занимает крайний юго-восточный угол Беркшира, Англия. Имеет железнодорожную станцию на линии Ватерлоо-Рединг и примыкает к зеленым буферам, включая гольф-клубы Sunningdale и Wentworth. Ее поместья примыкают к озеру Вирджиния-Уотер.

## Расположение
Саннингдейл примыкает к графству Суррей и пролегает через Саннингхилл (от которого деревня и получила свое название) от Аскота к югу от озера Вирджиния-Уотер. Деревня расположена в 23,2 милях (37,3 км) к юго-западу от Чаринг-Кросс, Лондон. Ближайшие крупные города, расположенные на расстоянии 5,5-6,5 км: Брэкнелл, Кэмберли, Стейнс-апон-Темз и Уокинг. Деревня соединена с двумя из них старой магистральной дорогой А30. В Саннингдейле находится железнодорожная станция на линии Ватерлоо-Рединг.

## История
Община Саннингдейл возникла в 1894 году в соответствии с положениями «Закона о местном самоуправлении» 1894 года. Деревня ранее была частью Старого Виндзора. До 1995 года деревня находилась частично в Беркшире и в Суррее. Часть деревни в Суррее, известная как Брумхолл, также была разделена между районами Суррей-Хит и Раннимид. Эта договоренность вызвала проблемы, спор был разрешен после долгих консультаций между двумя советами графств, тремя советами округов и четырьмя приходскими советами. В результате часть Суррея слилась с остальными частями в Виндзоре и Мейденхеде. Саннингдейл популярен среди профессиональных игроков в гольф благодаря своим прилегающим зеленым буферам, включая гольф-клуб Sunningdale и Wentworth.